# Burlington, Iowa
Burlington là một thành phố quận lỵ của quận Des Moines, bang Iowa, Hoa Kỳ. Thành phố có dân số là 25.663 người theo cuộc điều tra dân số 2010, giảm so với mức dân số 26.839 người theo cuộc tổng điều tra năm 2000. Burlington là trung tâm của một khu vực tiểu đô thị bao gồm West Burlington, Iowa và Middletown, bang Iowa và Vịnh Port, Illinois. 
Trước khi cư của người Mỹ, khu vực trung lập lãnh thổ sinh sống của những người Anh Điêng Sac và Fox, họ đã gọi khu vực này là "Shoquoquon" (Shok-ko-kon), có nghĩa là Flint Hills.
Năm 1803, Tổng thống Thomas Jefferson đã tổ chức hai nhóm nhà thám hiểm vẽ bản đồ Đất mua Louisiana. Lewis và Clark theo sông Missouri, trong khi Trung Zebulon Pike theo sông Mississippi. Trong năm 1805, Pike đã đổ bộtại dốc đứng dưới đây Burlington và kéo Quốc kỳ Hoa Kỳ lần đầu tiên trên đất Iowa và đề nghị xây dựng một pháo đài. Các khuyến nghị đã đi không ai để ý đến.
Công ty lông thú Mỹ đã thành lập một tiền đồn ở khu vực vào năm 1829, nhưng khu định cư thực tế bắt đầu vào năm 1833, ngay sau thương vụ mua Black Hawk khi Samuel (người cũng đi bởi Simpson) White, Amzi Doolitle, và Morton M. McCarver vượt qua sông Mississippi từ Big Island. Theo một ghi chép AT Andreas đã viết năm 1875, White đã dựng lên một túp lều trong khu vực sau này là phố Front giữa các phố Court và High Andreas được gọi White và Doolittle là các khu định cư Romulus và Remus, đề cập đến những anh hùng cổ đại, người thành lập Roma - một thành phố được bao quanh bởi những quả đồi.